# Hegykő

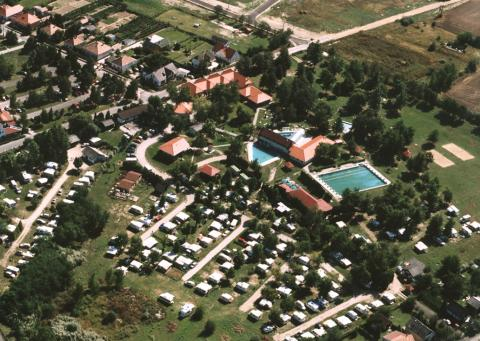
Vista aérea de Hegykő.

Hegykő es una localidad húngara del condado de Győr-Moson-Sopron. El municipio tiene una extensión de 26,84 km², y según el censo de 2015 tenía 1.588 habitantes.